# Untereinheit 2 des Arp 2/3-Komplexes
Die Untereinheit 2 des Arp 2/3-Komplexes, kurz p34-ARC oder auch nur p34 (wegen der molaren Masse von knapp 34 kDa) ist ein Strukturprotein und eine von sieben Untereinheiten des Arp 2/3-Komplexes. Das Protein wird vom Gen ARPC2 auf Chromosom 2 des Menschen codiert.

## Funktion
Die Untereinheit 2 des Arp 2/3-Komplexes interagiert mit sechs weiteren Protein (Arp2, Arp3, p16, p20,  p21 und p40) und formiert mit ihnen einen Proteinkomplex, der eine wichtige Rolle bei der Nukleation von Aktinfilamenten spielt. Der Komplex ahmt dazu mit seinen Untereinheiten Arp2 und 3 ein Aktindimer nach, das aber stabiler ist als das Dimer selbst, und damit als Zentrum für die weitere Polymerisation von G- zu F-Aktin dient. Die genaue Rolle der p34-Untereinheit ist noch nicht bekannt, das Protein scheint aber an Aktin binden zu können, was wichtig für die Aktivierung des Komplexes und für die Formierung von Y-verzweigten Aktinfilamenten ist.